# The Goddamned (комікс)
The Goddamned — це серія коміксів від Image Comics, написана Джейсоном Аароном та проілюстрована Райко Мілошевічем Ґуером, у якій розповідається про біблійного персонажа Каїна.

## Історія
The Goddamned був опублікований американським виданням Image Comics. Комікс написаний Джейсоном Аароном, проілюстрований Р. М. Ґуером, колорований Джулією Бруско та летерований Джаредом К. Флетчером. The Goddamned є продовженням серії коміксів Джейсона Аарона Scalped. Історія The Goddamned розповідає про біблійного персонажа Каїна. Джейсон Аарон виховувався в Південній баптистській церкві, та з того часу відмовився від релігії. У коміксах досить багато лихослів'я. Комікс дебютував великим випуском на 30 сторінок. Другий том «The Virgin Brides» спочатку планувалося випустити 6 травня 2020 року, але було оприлюднено 1 липня 2020 року Kotaku (вебсайт) порівняв його з коміксами Conan the Barbarian.